# Buckeyes de Cleveland
Pour les articles homonymes, voir Buckeye.
Les Buckeyes de Cleveland (en anglais : Cleveland Buckeyes) sont un club de baseball fondé en 1942 à Cincinnati et qui met fin à ses activités en 1950. Cette formation de Negro League est membre des ligues majeures noires entre 1942 et 1950.

## Histoire
Créée à Cincinnati, la franchise déménage à Cleveland avant son premier anniversaire. Les Buckeyes avaient des difficultés à trouver un stade stable à Cincinnati, ils trouvent au League Park de Cleveland un domicile fixe.
Champion de la Negro American League en 1945, les Buckeyes remportent les Séries mondiales noires en s'imposant face aux Homestead Grays, champions de la Negro National League, par quatre victoires à zéro. Deux ans plus tard, les Buckeyes retrouvent les Séries mondiales à la suite de leur nouveau titre de champion en Negro American League, mais ils s'inclinent cette fois face aux New York Cubans (4 victoires à 1).
Les ligues noires perdent leur intérêt après 1948 à la suite de l'admission des joueurs noirs en MLB. Les Buckeyes tentent de survivre en 1949 en déménageant à Louisville (Kentucky) puis en revenant jouer à League Park en 1950 avant de stopper toute activité au milieu de la saison 1950.

## Palmarès
- Vainqueur des Séries mondiales noires : 1945
- Champion de la Negro American League : 1945 et 1947